# Awera jezik
Awera jezik (ISO 639-3: awr), jezik iz indonezijskog dijela Nove Gvineje, kojim govori svega 70 ljudi (2000 S. Wurm) u regenciji Yapen Waropen, točnije na istočnoj strani zaljeva Cenderawasih, u jednom selu na ušću rijeke Wapoga.
Awera je jedini član istoimene skupine, porodice lakes plain, koja je nekad smatrana dijelom jezične porodice geelvink bay.
U upotrebi su i ansus [and] ili indonezijski [ind].

## Vanjske poveznice
- Ethnologue (14th)
- Ethnologue (15th)